# Homochira crenulata
Homochira crenulata är en fjärilsart som beskrevs av Bethune-Baker 1911. Homochira crenulata ingår i släktet Homochira och familjen tofsspinnare. Inga underarter finns listade i Catalogue of Life.